# Hungria nos Jogos Olímpicos de Inverno de 1968
A Hungria competiu nos Jogos Olímpicos de Inverno de 1968, realizados em Grenoble, França.